# Aeolocosma
Aeolocosma é um gênero de traça pertencente à família Agonoxenidae.